# Juan Alonso Pérez de Guzmán y Pérez de Guzmán
Juan Alonso Pérez de Guzmán y Pérez de Guzmán, noble español perteneciente a la casa de Medina Sidonia.
Hijo del Gaspar Pérez de Guzmán y Gómez de Sandoval y de su tía Ana Pérez de Guzmán, ostentó el título de XVI conde de Niebla.
Murió sin descendencia, sucediéndole su hermano Gaspar Juan Alonso Pérez de Guzmán el Bueno.
- Datos: Q50679258